# The Electric Light Orchestra
Albums de Electric Light Orchestra
ELO 2
(1973)
The Electric Light Orchestra est le premier album du groupe britannique de rock Electric Light Orchestra, paru en 1971 au Royaume-Uni et l'année suivante aux États-Unis sous le titre No Answer.
Il contient le premier succès du groupe, 10538 Overture.

## Titres
| No | Titre                                      | Auteur | Durée |
| -- | ------------------------------------------ | ------ | ----- |
| 1. | 10538 Overture                             | Lynne  | 5:32  |
| 2. | Look at Me Now                             | Wood   | 3:17  |
| 3. | Nellie Takes Her Bow                       | Lynne  | 5:59  |
| 4. | The Battle of Marston Moor (July 2nd 1644) | Wood   | 6:03  |
| 5. | First Movement (Jumping Biz)               | Wood   | 3:00  |
| 6. | Mr. Radio                                  | Lynne  | 5:04  |
| 7. | Manhattan Rumble (49th Street Massacre)    | Lynne  | 4:22  |
| 8. | Queen of the Hours                         | Lynne  | 3:22  |
| 9. | Whisper in The Night                       | Wood   | 4:50  |

| 10. | Battle of Marston Moor (prise alternative) | Wood  | 1:00 |
| 11. | Nellie Takes Her Bow (mix alternatif)      | Lynne | 6:02 |
| 12. | Mr. Radio (prise 9)                        | Lynne | 5:19 |
| 13. | 10538 Overture (mix alternatif)            | Lynne | 5:46 |

## Musiciens
- Roy Wood : chant, guitares, basse, violoncelle, hautbois, basson, clarinette, percussions
- Jeff Lynne : chant, guitares, basse, piano, claviers
- Bev Bevan : batterie, percussions, chœurs
- Bill Hunt : cor d'harmonie, cor de chasse
- Steve Woolam : violon